# قائمة زملاء الجمعية الملكية المنتخبين في 1673
هذه الصفحة تعرض قائمة زملاء الجمعية الملكية المُنتخبين لعام 1673.

## الزملاء
1. Edward Bernard [الإنجليزية]‏
2. Charles Somerset, Marquess of Worcester [الإنجليزية]‏
3. Francis Robartes [الإنجليزية]‏
4. Giles Strangways [الإنجليزية]‏